# Kuddsjöstjärna
Kuddsjöstjärna (Porania pulvillus) är en sjöstjärneart som först beskrevs av Otto Friedrich Müller 1776.  Kuddsjöstjärna ingår i släktet Porania och familjen kuddsjöstjärnor. Enligt den svenska rödlistan är arten nära hotad i Sverige. Arten förekommer i Götaland. Artens livsmiljö är havet.

## Underarter
Arten delas in i följande underarter:
- P. p. insignis
- P. p. pulvillus

## Bildgalleri

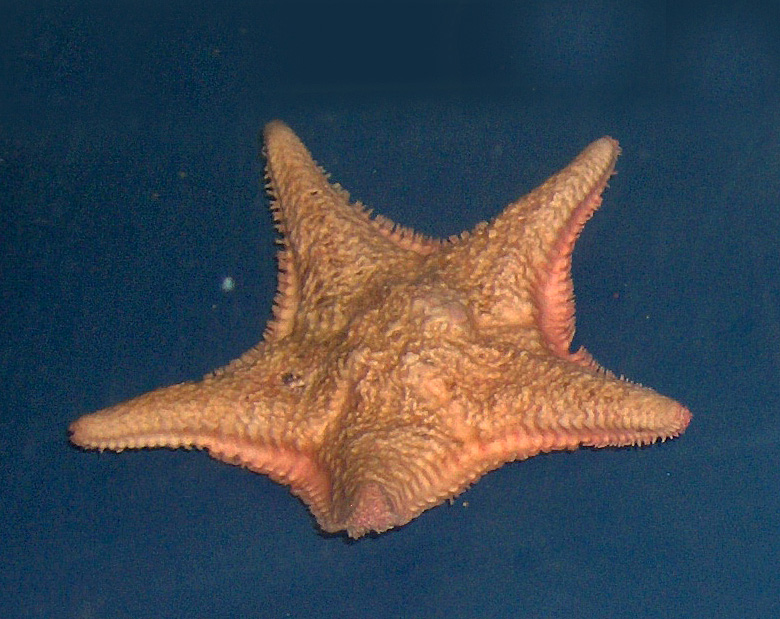
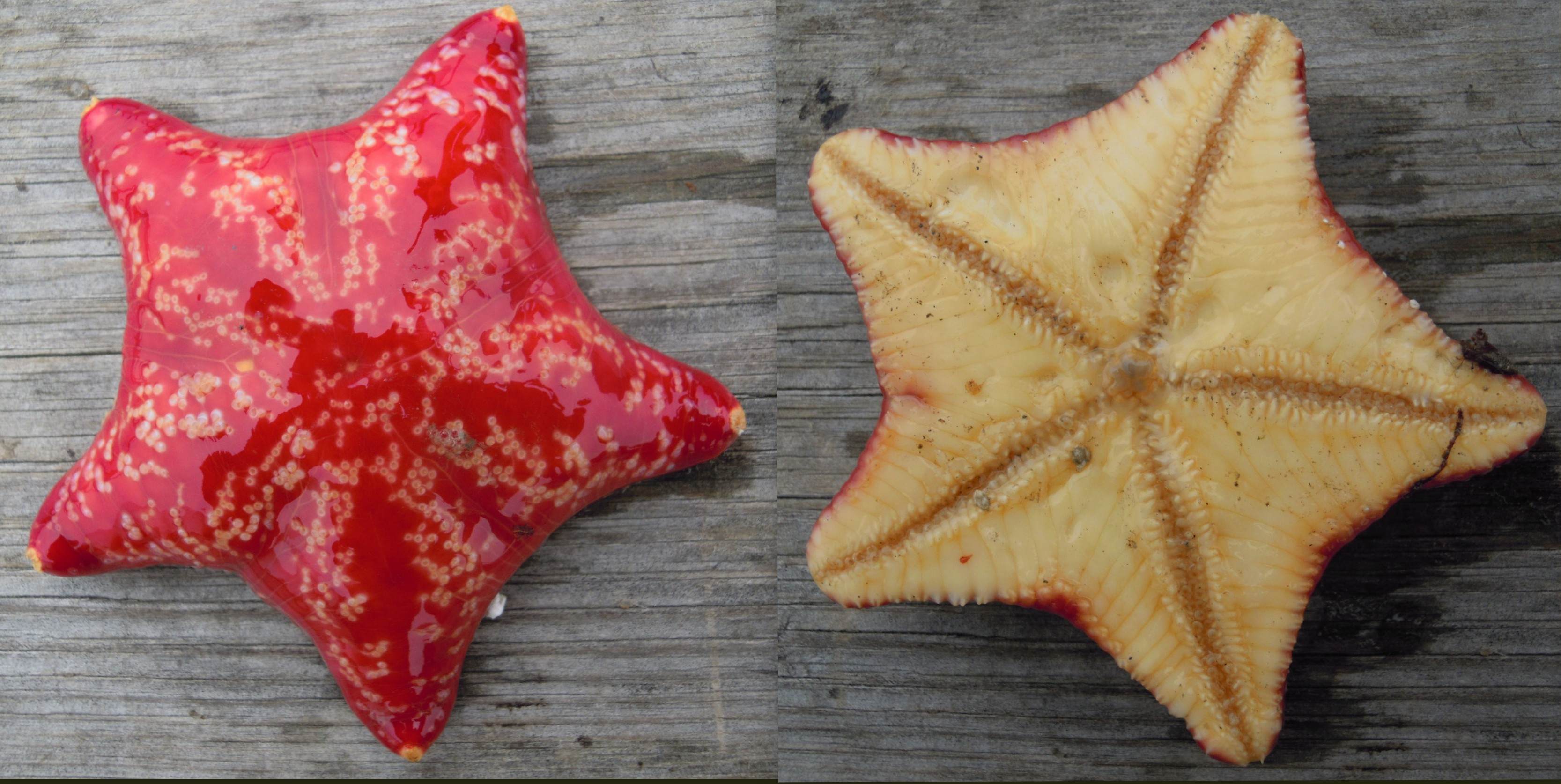